# Kurt Barthel (General)
Kurt Barthel (* 2. Juni 1932 in Sonthofen) ist ein Generalmajor außer Dienst des Heeres der Bundeswehr.

## Leben
Beförderungen
- 1955 Leutnant im BGS
- 1956 Oberleutnant
- 1962 Hauptmann
- 1966 Major
- 1970 Oberstleutnant
- 1973 Oberstleutnant (BesGrp A 15)
- 1974 Oberst
- 1977 Oberst (BesGrp B 3)
- 1983 Brigadegeneral
- 1985 Generalmajor

Barthel trat am 1. Juli 1952 bei der Grenzschutzabteilung Süd II S in den Bundesgrenzschutz (BGS) ein und absolvierte bis März 1955 die Ausbildung zum Offizier des BGS an der Grenzschutzführerschule in Lübeck mit Kommandierungen nach Amberg und Coburg. Von April bis September 1955 war er Sonderwagenzugführer in Hof und anschließend Ausbildungsoffizier in Amberg.
Am 1. Juli 1956 wurde Barthel als S1 (Offizier für Personal) in die Bundeswehr übernommen. Im März 1957 wurde er Zugführer im Gebirgsjägerbataillon 222 in Mittenwald und im Juli 1958 S2 (Offizier für Militärisches Nachrichtenwesen) und Fahrschullehrer in jenem Bataillon. Im April 1959 wurde er Kompaniechef im Gebirgsjägerbataillon 18 in Mittenwald und im April 1961 S3 (Offizier für Operationsplanung/-führung, Ausbildung, Organisation) der Gebirgsjägerbrigade 22 in Mittenwald. 
Von 1964 bis 1966 absolvierte Barthel den 7. Generalstabslehrgang Heer an der Führungsakademie der Bundeswehr in Hamburg, wo er zum Offizier im Generalstabsdienst ausgebildet wurde. Danach wurde er G4 (Generalstabsoffizier für Logistik) der Gebirgsjägerbrigade 23 in Bad Reichenhall und im April 1968 G3 (Generalstabsoffizier für Operationsplanung/-führung, Ausbildung, Organisation) jener Brigade. Von April 1970 bis März 1972 war er Bataillonskommandeur des Gebirgsjägerbataillons 221 in Mittenwald, bevor er im April 1972 als G3 zur Central Army Group der NATO nach Mannheim-Seckenheim versetzt wurde. Im Oktober 1974 übernahm er die Dienststellung des Chefs des Stabes der 1. Gebirgsdivision in Garmisch-Partenkirchen und im Oktober 1976 die des Referatsleiter VI 3 (Mittelfristige Planung) im Führungsstab des Heeres im Bundesministerium der Verteidigung in Bonn.
Von April 1979 bis September 1981 war Barthel Brigadekommandeur der Gebirgsjägerbrigade 23 in Bad Reichenhall, von Oktober 1981 bis März 1985 Stabsabteilungsleiter VI (Planung) im Führungsstab des Heeres in Bonn und in seiner letzten Verwendung von April 1985 bis September 1989 Divisionskommandeur der 4. Panzergrenadierdivision in Regensburg. Mit Ablauf des September 1989 wurde er in den Ruhestand versetzt.

## Auszeichnungen
- 1975: Verdienstkreuz am Bande Verdienstordens der Bundesrepublik Deutschland
- 1987: Verdienstkreuz I. Klasse des Verdienstordens der Bundesrepublik Deutschland
- 1989: Legion of Merit (Degree of Officer)